# Logistics Performance Index
Il Logistics Performance Index, detto anche indice LPI (in inglese: LPI index), è una misurazione introdotta dalla Banca Mondiale che quantifica la competitività della logistica a livello internazionale e macroeconomico.

## Introduzione all'indice LPI
L'indice LPI è stato creato dalla Banca Mondiale nel 2007 per misurare la competitività delle aziende di un’intera nazione tramite un punteggio. Inizialmente, venivano tenuti in considerazione 150 paesi, saliti a 155 nel 2010 per poi diventare 160 nel 2014. La classifica viene rilasciata ogni due anni e, ai primi posti, solitamente è presente la Germania. Agli ultimi posti, sono presenti svariati paesi africani.
La misurazione è effettuata su sei punti:
- Customs: l’efficienza delle dogane e delle operazioni e processo di sdoganamento merci,
- Infrastructure: la qualità delle infrastrutture usate per i trasporti e il commercio (strade e autostrade, porti, ferrovie, aeroporti e tecnologia dell’informazione),
- Ease of arranging shipments: facilità nel pattuire prezzi di spedizione competitivi,
- Quality of logistics services: competenza e qualità dei servizi logistici di spedizione e intermediazione doganale (trucking, forwarding, customs brokerage) offerti/venduti dagli operatori,
- Tracking and tracing: abilità di tracciare e rintracciare (tracking and tracing) le consegne,
- Timeliness: la puntualità dell’arrivo della merce spedita nella/entro la finestra temporale preventivata.

I punteggi sono stilati in base a dei sondaggi che coinvolgono gli spedizionieri e vettori internazionali (global freight forwarders and express carriers) che hanno profonda conoscenza dei singoli paesi in cui operano da tempo. I loro dati e misurazioni sono poi combinati con dati quantitativi e oggettivi sulle prestazioni/performance della logistica del paese con cui operano. Pertanto, la misurazione è sia quantitativa che qualitativa e l'aggregazione dei dati in un unico indicatore avviene tramite delle tecniche statistiche standard. A ognuna delle 160 nazioni prese in esame è affidato un punteggio da 0 a 5 con eventuale cifra decimale per ogni criterio, tale per cui si crea un profilo da cui si estrae il voto finale per stilare la classifica.
Nelle tabelle pubblicate nel sito apposito dell'indice LPI gestito dalla Banca Mondiale, sono visibili sia il punteggio finale che tutti i punteggi per ogni criterio, in modo tale da individuare le aree problematiche, le sfide e opportunità per migliorare e infine effettuare paragoni in base a singoli criteri. Siccome questo indice misura e permette di individuare le best practice, secondo la stessa Banca Mondiale è un vero e proprio segnale di riferimento, un "benchmark" o "benchmarking tool". Più il punteggio finale è alto, più il posto in classifica è alto siccome la logistica nazionale permette una conduzione fluida e efficace del business; in altre parole, è dotata di "friendliness" nei confronti dei business e degli utenti. Più il punteggio è basso, più il paese è inefficiente in termini logistici. Queste inefficienze si abbattono sull'attrattiva del paese nel commercio internazionale, nella fluidità delle transazioni di business, nei rischi legati al lievitare dei costi in termini di tempo e denaro nel momento in cui si intraprende il business con loro e nell'aumento dei costi dell'assicurazione sulla merce e/o del tasso di interesse sui soldi prestati dalla banca per finanziare queste transazioni: l'aumento del rischio a causa di un pessimo sistema logistico nazionale si può abbattere in ultimo anche sui costi assicurativi e sul tasso d'interesse.
Le sei edizioni dell'indice LPI sono: 2007, 2010, 2012, 2014, 2016 e 2018.

## Classifica del 2018
La classifica dei paesi in base all'indice LPI più recente risale al 2018 (6ª edizione).

### Panoramica generale e di alcune maggiori potenze mondiali
Al primo posto, si trova la Germania con 4.20 punti totali, seguita dalla Svezia e dal Belgio.
Gli Stati Uniti sono al 14º posto su 160 con 3.89 punti.
l’Italia è al 19º posto con 3.74 punti: nonostante sia vicina alla cima della classifica, i punteggi evidenziano delle criticità in svariati criteri tale per cui è al di sotto dei paesi europei e paesi come il Giappone, Singapore, Hong Kong e degli Stati Uniti.
L'Australia è una posizione sopra l'Italia, al 18º posto, mentre il Canada è appena sotto l'Italia, al 20º posto.
La Repubblica Popolare Cinese è al 26º posto con 3.61 punti.
L'India è al 44º posto con 3.18 punti.
Il Brasile è al 56º posto con 2.99 punti a poca distanza dal Messico, al 51º posto 3.05 punti.
Il paese arabo con il punteggio più alto sono gli Emirati Arabi Uniti, all'11º posto con 3.96 punti.
Il paese africano più avvantaggiato è il Sudafrica al 33º posto con 3.38 punti.
La Russia è al 75º posto, con 2.81 punti.
I due paesi peggiori della classifica sono Angola e l'Afghanistan, con rispettivamente 2.05 punti e 1.95 punti. In generale, i paesi più in basso alla classifica sono paesi latinoamericani, seguiti ancora più in basso dai paesi africani. Di contro, in cima alla classifica si trovano paesi europei e nordamericani e di grandi potenze asiatiche.

### Paesi migliori in base ai singoli criteri
Riguardo ai singoli criteri:
- il paese con il sistema doganale migliore è la Germania (4.09) seguita dalla Svezia; quello con il peggiore è Angola, preceduta dal Burundi;

- quello con le migliori infrastrutture logistiche (incluse le tecnologie dell'informazione e della comunicazione) è la Germania (4.37) seguita dal Giappone; quello con le peggiori è la Guinea, preceduta da Guinea-Bisseau;

- quello con la maggiore capacità di organizzare tratte competitive è il Belgio (3.99) seguito dalla Svezia; quello con la peggiore è il Buthan, preceduto dalla Libia;

- quello con il personale più competente in logistica è la Germania (4.31) seguita dal Belgio; quello con il personale meno competente è la Papua-Nuova Guinea, preceduta dall'Iraq;
- quello con i migliori sistemi di tracciamento e rintracciamento merce è la Finlandia (4.32) seguita dalla Germania; quello con i peggiori è la Libia, preceduta dall'Afghanistan;
- quello con la migliore puntualità delle ricezioni sono il Belgio e la Danimarca (4.41) seguiti dalla Germania; quello con la peggiore è la Guinea, preceduta dall'Eritrea.

### La situazione italiana
L'Italia, come appena accennato, al 2018 è al 19º posto con 3.74 punti totali (un simile punteggio di 3.73, nel 2007, era posseduto dagli Emirati Arabi Uniti). Da un paragone approfondito con la Germania, al primo posto, e con un paese africano non tra gli ultimissimi posti della classifica come la Costa d'Avorio (è al 50º posto ed è il migliore paese africano insieme al Sudafrica), emergono i seguenti dati:
| Paese (2018)         | LPI Index | dogane     | infrastrutture | competitività spedizioni | competenze | tracking and tracing | puntualità |
| -------------------- | --------- | ---------- | -------------- | ------------------------ | ---------- | -------------------- | ---------- |
| Germania (1°)        | 4.20      | 4.09 (1°)  | 4.37 (1°)      | 3.86 (4°)                | 4.31 (1°)  | 4.24 (2°)            | 4.39 (3°)  |
| Italia (19°)         | 3.74      | 3.47 (23°) | 3.85 (18°)     | 3.51 (21°)               | 3.66 (24°) | 3.85 (18°)           | 4.13 (17°) |
| Costa d'Avorio (50°) | 3.08      | 2.78 (51°) | 2.89 (56°)     | 3.21 (45°)               | 3.23 (37°) | 3.14 (49°)           | 3.23 (71°) |

Di tutti e sei i criteri, isolando l'Italia, il migliore in base alla posizione della classifica è quello della puntualità della ricezione merci, seguito dalla qualità delle infrastrutture e dai sistemi di tracking and tracing. Il punto più critico è il campo delle competenze logistiche del personale, seguito dall'efficienza delle dogane, che ha il punteggio più basso in assoluto (3.47 contro il 4.13 della puntualità).

## Alcuni dati storici (2007-2018)
Il podio è strutturato nei seguenti modi, in base allo storico di tutti gli LPI Index dal 2007:
- 2007: Singapore (4.19), Paesi Bassi (4.18), Germania (4.10). Il peggiore è l'Afghanistan (1.21)
- 2010: Germania (4.11), Singapore (4.09), Svezia (4.08). Il peggiore è la Somalia (1.34)
- 2012: Singapore (4.13), Hong Kong (4.12), Finlandia (4.05; seguita dalla Germania con 4.03). Il peggiore è il Burundi (1.61)
- 2014: Germania (4.12), Paesi Bassi (4.05), Belgio (4.04). Il peggiore è la Somalia (1.77)
- 2016: Germania (4.23), Lussemburgo (4.22), Svezia (4.20). Il peggiore è la Siria (1.60)
- 2018: Germania (4.20), Svezia (4.05), Belgio (4.04). Il peggiore è l'Afghanistan (1.95)

Pertanto, la Germania ha sempre avuto la tendenza a stare nel podio, di cui occupa il primo posto da tre edizioni consecutive; il suo punteggio oscilla nel tempo. I paesi più in basso nella classifica, in generale, sono zone in cui sono concentrate la povertà e il sottosviluppo e/o sono zone perlopiù dilaniate da dittature, corruzione, terrorismo e guerre o simili conflitti, pertanto il loro livello di rischio politico è molto alto e si assomma al rischio di trasporto. Laddove si desidera stipulare assicurazioni sul credito all'esportazione in queste aree, istituzioni come la SACE in Italia e la Ex-Im Bank negli Stati Uniti chiedono un alto premio assicurativo, ammesso che la concedano a causa dei rischi troppo alti (alcuni paesi sono esclusi di default e sono indicati in delle liste pubblicate periodicamente).
Siccome alcune di queste aree sono dilaniate da terrorismo e guerre, nel caso in cui si commercia con questi paesi, potrebbe essere necessaria un'assicurazione contro lo smarrimento o perimento merci causato da tali rischi (il livello A "all risks" non copre questi determinati rischi).

### Dati storici sull'Italia
L'Italia ha subito le seguenti oscillazioni nell'LPI Index: 22º posto (3.58, 2007) > 22º posto (3.64, 2010) > 24º posto (3,67, 2012) > 20º posto (3.69, 2014) > 21º posto (3.76, 2016) > 19º posto (3.74). Il trend è quello di un graduale incremento del punteggio totale, a prescindere dalle retrocessioni e dagli avanzamenti di posizione (questi ultimi si sono registrati nelle ultime tre edizioni).
La posizione dell'Italia in base ai sei criteri ha il seguente andamento:
| -    | dogane | infrastrutture | competitività spedizioni | competenze | tracking and tracing | puntualità |
| ---- | ------ | -------------- | ------------------------ | ---------- | -------------------- | ---------- |
| 2007 | 29     | 23             | 21                       | 21         | 21                   | 27         |
| 2010 | 23     | 20             | 37                       | 18         | 21                   | 24         |
| 2012 | 27     | 23             | 19                       | 21         | 20                   | 18         |
| 2014 | 29     | 19             | 17                       | 23         | 14                   | 22         |
| 2016 | 27     | 19             | 17                       | 21         | 20                   | 22         |
| 2018 | 23     | 18             | 21                       | 24         | 18                   | 17         |

Tutti i valori sono piuttosto volatili eccetto per un trend stabile di miglioramento delle infrastrutture. Nel 2018, tutti i valori hanno subito un miglioramento eccetto la competitività delle spedizioni e le competenze.

## Classifica dei primi 33 paesi in base all'indice LPI totale (2018, 6ª edizione)
| #  | Paese                      | LPI Index (2018) |
| -- | -------------------------- | ---------------- |
| 1  | Germania                   | 4.20             |
| 2  | Svezia                     | 4.05             |
| 3  | Belgio                     | 4.04             |
| 4  | Austria                    | 4.03             |
| 5  | Giappone                   | 4.03             |
| 6  | Paesi Bassi                | 4.02             |
| 7  | Singapore                  | 4.00             |
| 8  | Danimarca                  | 3.99             |
| 9  | Regno Unito                | 3.99             |
| 10 | Finlandia                  | 3.97             |
| 11 | Emirati Arabi Uniti        | 3.96             |
| 12 | Hong Kong                  | 3.92             |
| 13 | Svizzera                   | 3.90             |
| 14 | Stati Uniti                | 3.89             |
| 15 | Nuova Zelanda              | 3.88             |
| 16 | Francia                    | 3.84             |
| 17 | Spagna                     | 3.83             |
| 18 | Australia                  | 3.75             |
| 19 | Italia                     | 3.74             |
| 20 | Canada                     | 3.73             |
| 21 | Norvegia                   | 3.70             |
| 22 | Repubblica Ceca            | 3.68             |
| 23 | Portogallo                 | 3.64             |
| 24 | Lussemburgo                | 3.63             |
| 25 | Corea del Sud              | 3.61             |
| 26 | Repubblica Popolare Cinese | 3.61             |
| 27 | Taiwan                     | 3.60             |
| 28 | Polonia                    | 3.54             |
| 29 | Irlanda                    | 3.51             |
| 30 | Qatar                      | 3.47             |
| 31 | Ungheria                   | 3.42             |
| 32 | Thailandia                 | 3.41             |
| 33 | Sudafrica                  | 3.38             |